# 弗羅德舍姆
弗羅德舍姆（Frodsham，/ˈfrɒdʃəm/）是英國的一座城市，位於柴郡。弗羅德舍姆在2001年時有人口8,982人，2011年時增加到9,077人。